# Frank Southall
William Frank Southall (Wandsworth, Londres, 2 de juliol de 1904 - Hayling Island, Hampshire, 1 de març de 1964) va ser un ciclista anglès que va prendre part en dos Jocs Olímpics, els de 1928 a Amsterdam i els de 1932 a Los Angeles i en què guanyà un total de tres medalles, dues de plata i una de bronze.
El 1928, a Amsterdam, va guanyar dues medalles de plata en la contrarellotge per equips, formant equip amb Jack Lauterwasser i John Middleton i en la contrarellotge individual.
El 1932, a Los Angeles, va guanyar una medalla de bronze en la persecució per equips, junt a William Harvell, Charles Holland i Ernest Johnson. En aquests mateixos Jocs va prendre part en dues proves més: la contrarellotge per equips, en què acabà quart, i la contrarellotge individual, en què fou sisè.